# Financial Accounting Standards Board
Das Financial Accounting Standards Board (FASB) ist ein US-amerikanisches, privatrechtlich organisiertes Rechnungslegungsgremium. Es hat die Zielsetzung festzulegen, was United States Generally Accepted Accounting Principles (US-GAAP) für Unternehmen und privatwirtschaftliche Organisationen sind. Seit 1973 wird es von der Securities and Exchange Commission (SEC)  und dem American Institute of Certified Public Accountants (AICPA) in dieser Funktion anerkannt. Da die SEC, die US-amerikanische Aufsichtsbehörde für das Wertpapier und Börsenwesen, aufgrund ihrer Befugnisse für die am US-amerikanischen Kapitalmarkt tätigen Unternehmen und Organisationen vorschreiben kann was US-GAAP sind, sind die Vorschriften des FASB für diese bindend.
Das FASB wird von der privatrechtlichen Stiftung Financial Accounting Foundation organisiert, die wie das FASB ihren Sitz in Norwalk im Bundesstaat Connecticut hat. Die Stiftung ist für die Überwachung, Organisation und Finanzierung des FASB verantwortlich. Das FASB wird im Wesentlichen durch Abgaben von allen Unternehmen, die den US-amerikanischen Kapitalmarkt in Anspruch nehmen, finanziert. Die Abgabe bemisst sich auf Basis der Marktkapitalisierung des Unternehmens. Die gesetzliche Abgabenpflicht wurde durch den Sarbanes-Oxley Act begründet.
Das FASB besteht aus fünf Vollzeitmitgliedern, die dem Gremium zwei bis fünf Jahre lang angehören. Sie werden von mehr als 60 Mitarbeitern unterstützt. Ferner werden sie vom Financial Accounting Standards Advisory Council (FASAC) beraten, einem Gremium aus Vorstandsvorsitzenden, Finanzvorständen und Partnern von Wirtschaftsprüfungsgesellschaften. Auch die Emerging Issues Task Force (EITF) ist ein Gremium, das das FASB unterstützt.
Vor dem Jahre 2009 waren eine Vielzahl der Standards, Interpretationen und Verlautbarungen, die von verschiedenen autorisierten Rechnungslegungsgremien entwickelt wurden, unter anderem vom FASB, als US-GAAP anerkannt. Im Jahre 2009 hat das FASB die von ihm für relevant gehaltenen Einzelfallregelungen ausgewählt, systematisiert und in der Accounting Standards Codification (FASB ASC) zusammengefasst. Sie ist die alleinige Quelle der von FASB autorisierten US-GAAP.
Neben dem FASB entwickelt das Governmental Accounting Standards Board (GASB), als privatrechtlich organisiertes Rechnungslegungsgremium unter dem Dach der Financial Accounting Foundation, US-GAAP für die Rechnungslegung der Bundesstaaten sowie der Städte und Gemeinden der USA.